# Minea Blomqvist
Minea Blomqvist, född 12 mars 1985 i Esbo, är en finländsk golfspelare. Blomqvist valdes till årets rookie i Ladies European Tour år 2004.